# Фер Гроув (Мисури)
Фер Гроув (енгл. Fair Grove) град је у америчкој савезној држави Мисури.

## Демографија
По попису из 2010. године број становника је 1.393, што је 286 (25,8%) становника више него 2000. године.
| Група             | 2000.         | 2010.         |
| Белци             | 1.083 (97,8%) | 1.340 (96,2%) |
| Афроамериканци    | 0 (0,0%)      | 4 (0,3%)      |
| Азијати           | 2 (0,2%)      | 7 (0,5%)      |
| Хиспаноамериканци | 4 (0,4%)      | 30 (2,2%)     |
| Укупно            | 1.107         | 1.393         |